# Zach Randolph
Zachary McKenley „Zach“ Randolph (* 16. Juli 1981 in Marion, Indiana) ist ein ehemaliger US-amerikanischer Basketballspieler, der von 2001 bis 2019 in der NBA aktiv war, unter anderem für die Portland Trail Blazers und Memphis Grizzlies. Mit den Grizzlies hatte Randolph seine erfolgreichste Zeit und wurde unter anderem zweimal zum NBA All-Star gewählt.

## Karriere
Randolph spielte ein Collegejahr für Michigan State Spartans, ehe er beschloss, sich zum NBA-Draft anzumelden. Randolph wurde im Draft 2001 von den Portland Trail Blazers an 19. Stelle ausgewählt und war zunächst Ersatzspieler hinter Rasheed Wallace. Als Rookie erlebte er eine problematische erste Saison. Das Blazers-Team der frühen 2000er Jahre wurde damals wegen vieler Probleme außerhalb des Platzes auch als „Jail Blazers“ bekannt. In seinen ersten beiden Profijahren bestritt Randolph 118 Spiele, erzielte dabei durchschnittlich 8 Punkte und 4 Rebounds, und spielte in 8 Playoff-Spielen.
Sein Durchbruch kam in der Saison 2003/04. Das Portland-Management trennte sich in dieser Spielzeit von vielen charakterschwachen, beziehungsweise unzufriedenen Spielern. Als Rasheed Wallace ging, wurde Randolph neuer Stammspieler auf der Power-Forward-Position. Er erzielte nun 20 Punkte und 10 Rebounds pro Spiel, gewann den NBA Most Improved Player Award für den meistverbesserten Spieler, und wurde mit einem lukrativen Vertrag von 84 Millionen US-Dollar für sechs Jahre belohnt.
Nachdem Randolph im darauffolgenden Jahr verletzungsbedingt fast 40 Spiele verpasst hatte, spielte er eine beeindruckende Saison 2006/07, als er 23 Punkte und 10 Rebounds pro Spiel erreichte. Die Blazers gehörten jedoch zu den erfolglosesten Teams der Liga. Durch die Ankunft von LaMarcus Aldridge und Greg Oden war es Randolph, der nun den jungen Spieler Platz machen musste.
Im Juni 2007 wurde der Power Forward von New-York-Knicks-Coach Isiah Thomas nach New York geholt und sollte gemeinsam mit Center Eddy Curry und Spielmacher Stephon Marbury das Knicks-Team zu neuem Glanz verhelfen. Dieser Plan scheiterte 2007/08 kläglich, da die Knicks gerade einmal 23 von 82 Saisonspielen gewannen und Randolph für ihn enttäuschende 17 Punkte pro Spiel erzielte.
Im November 2008 wechselte er im Austausch für Cuttino Mobley und Tim Thomas zu den Los Angeles Clippers. Dort spielte er bis zum Ende der Saison 2008/2009 und erzielte dabei im Schnitt 20 Punkte pro Spiel. Aufgrund eines Schlages gegen Lou Amundson wurde Randolph suspendiert. Im Juli 2009 wurde bekannt, dass die Clippers Zach Randolph im Tausch für Quentin Richardson zu den Memphis Grizzlies abgeben.
In Memphis entwickelte sich Randolph zum All-Star. In den Jahren 2010 und 2013 wurde er für das NBA All-Star Game nominiert und 2011 in das All-NBA Third Team gewählt. Gemeinsam mit Mike Conley Jr. und Marc Gasol entwickelten sich die Grizzlies zum Gewinnerteam und erreichten zwischen 2011 und 2015 jedes Mal die Play-offs, 2013 sogar die Conference Finals. Im Sommer 2014 verlängerte Randolph seinen Vertrag bei den Grizzlies um zwei Jahre für 20 Millionen US-Dollar. Am 20. Februar gelang ihm erstmals ein Triple-Double in seiner Karriere. Beim 113:102-Sieg der Grizzlies über die Los Angeles Clippers erzielte Randolph 25 Punkte, 11 Rebounds und 10 Assists.
In der darauffolgenden Saison spielte Randolph seit langer Zeit mal wieder nicht regelmäßig von Anfang an, da Trainer David Fizzdale ihn als Scoring-Option von der Bank haben wollte. Bei 73 Spielen und davon nur 5 in der Startaufstellung, legte er im Schnitt trotzdem 14,1 Punkte, 8,2 Rebounds und 1,7 Assists pro Partie auf.
Im Sommer 2017 verließ Randolph die Grizzlies, um sich den Sacramento Kings anzuschließen. Er unterzeichnete dort einen mit 24 Millionen US-Dollar dotierten Zweijahresvertrag. Als Dank für die vielen Jahre in Memphis, haben sich die Grizzlies dazu entschieden, sein Trikot mit der Nummer 50 nicht mehr zu vergeben.
Bei den Kings kam er in der Saison 2017/18 auf 14,5 Punkte, 6,7 Rebounds und 2,2 Assists. Im Zuge des Neuaufbaus der Kings wurde Randolph in der Saison 2018/19 in keinem einzigen NBA-Spiel mehr eingesetzt. Im Februar 2019 wechselte Randolph im Rahmen eines Tauschgeschäfts zu den Dallas Mavericks, er wurde jedoch kurz nach dem Transfer von den Mavericks entlassen und gab Weihnachten 2019 seinen Rücktritt vom aktiven Sport bekannt.

## Auszeichnungen
- 2 × NBA All-Star 2010, 2013
- All-NBA Third Team 2011
- Most Improved Player 2004
- Trikotnummer 50 wird von den Grizzlies nicht mehr vergeben